# Ritsurin
El Jardín Ritsurin (栗林公園?) es un parque situado en la ciudad de Takamatsu, ubicada en la prefectura de Kagawa (Japón). Fue fundado en el periodo Edo por los daimyō locales.